# Pašavaïta
La pašavaïta és un mineral de la classe dels sulfurs. Rep el seu nom en honor del geògraf txec Dr. Jan Pašava, del Servei Geològic Txec, per la seva investigació a llarg termini dels dipòsits de PGE.

## Característiques
La pašavaïta és un sulfur de fórmula química Pd₃Pb₂Te₂. Cristal·litza en el sistema ortoròmbic en forma de grans subèdrics <20 micres en polaritat. La seva duresa a l'escala de Mohs és 2.
Segons la classificació de Nickel-Strunz, la pašavaïta pertany a «2.BE: Sulfurs metàl·lics, M:S > 1:1 (principalment 2:1), amb Pb (Bi)» juntament amb els següents minerals: betekhtinita, furutobeïta, rodoplumsita, shandita, parkerita i schlemaïta.

## Formació i jaciments
La pašavaïta apareix format a partir de la fase tardana de líquids residuals separats d'una massa fosa de sulfur de Ni-Cu derivat d'una intrusió màfica altament diferenciada.
Se n'han trobat jaciments a Rússia.
Sol trobar-se associada a altres minerals com: polarita i la sperrylita.